# Пилия, Константин Эдуардович
Константи́н Эдуа́рдович Пи́лия (абх. Кәасҭа Едуард-иҧа Ҧлиа; род. 6 декабря 1970, Сухуми) — абхазский государственный, политический и общественный деятель, глава администрации Гальского района Абхазии, экс-председатель Собрания города Сухум, председатель общественного объединения «Абхазский патриотический республиканский альянс» (АПРА), ветеран войны в Абхазии.

## Биография
Родился в 1970 году в городе Сухуми, Абхазской АССР. Детские годы провел в городе Гудаута. Окончил абхазский сектор сухумской средней школы № 20 им. Е.Эшба. Имеет сельскохозяйственное и юридическое образование. Трудовую деятельность начал в 1988 году, будучи в юном возрасте, в Сухумской городской телефонной станции. В этом же году поступил на заочное отделение Грузинского института субтропического хозяйства на факультет «Механизации сельского хозяйства». В 1989 году призван в Вооружённые Силы СССР, в 1991 году был демобилизован. После демобилизации вступил в ряды Национальной Гвардии, в 1992—1993 годах принимал активное участие в Отечественной войне народа Абхазии. За мужество, проявленное в мартовской наступательной операции, был награжден медалью «За Отвагу» 1-м Президентом Республики Абхазия Владиславом Ардзинбой.

## Трудовая деятельность
- В 1988 году — начал трудовую деятельность в Сухумской городской телефонной станции.
- 1989—1991 годы — проходил срочную службу в Вооруженных силы СССР.
- В 1991 году — вступил в ряды Национальной гвардии Абхазии.
- 1992—1993 годы — участник Отечественной войны народа Абхазии, награждён медалью "За Отвагу".
- В 1995 году — продолжил трудовую деятельность инженером ОМТС Сухумского физико-технического института.
- В 1997 году — окончил агро-инженерный факультет Абхазского государственного университета.
- В 1998 году — поступил на юридический факультет Абхазского государственного университета, по окончании которого, в 2003 году, получил юридическое образование по специальности «юриспруденция».
- 1998—1999 годы — заместитель начальника Сухумского почтамта Государственной компании «Апснеимадара»(Абхазсвязь).
- В 1999 году — назначен начальником Сухумского почтамта Государственной компании «Апснеимадара», в 2002 году сложил полномочия начальника в связи с избрание депутатом Парламента.
- В 2001 году — избран депутатом Сухумского городского Собрания,  возглавил Комиссию по молодежи и спорту. Полномочия были сложены также в связи с избранием депутатом Парламента.
- 2002—2007 годы — депутат Народного Собрания - Парламента Республики Абхазия IV созыва, заместитель парламентского Комитета по правам человека и соблюдением законности.
- В марте 2007 году — повторно выдвинут кандидатом в депутаты Народного Собрания - Парламента Республики Абхазия V созыва, по итогам выборов победителем становится оппонент Агрба Ирина Шотовна, впоследствии ставшая Вице-спикером.
- В 2009 году — со своими единомышленниками создал общественное объединение «Абхазский патриотический республиканский альянс» (АПРА), которое с того времени возглавляет, в этом же году избирается в политсовет партии «Единая Абхазия»
- С 2010— февраль 2012 года — заместитель генерального директора Государственной компании «Апснеимадара».
- В феврале 2011 года — избран депутатом Собрания города Сухум, возглавил Комиссию по регламенту.
- 1 марта 2012 года — 21 июля 2020 г. -  Председатель Собрания города Сухум (Сухумское городское собрание).
- с 21 июля 2020 года - Глава администрации Галского района Республики Абхазия.